# Жезус, Алешандре
Алеша́ндре де Жезу́с Жеруза́лим Жу́ниор (порт.-браз. Alexandre de Jesus Jeruzalem Júnior; род. 16 сентября 2001, Нова-Лима, Бразилия), известный как Алешандре Жезус (порт.-браз. Alexandre Jesus) — бразильский футболист, нападающий российского клуба «Оренбург».  

## Карьера
Играл в академиях клубов «Крузейро» и «Флуминенсе». 
22 января 2020 года в матче чемпионата Минас-Жерайса против «Боа» (2:0) он дебютировал в профессиональном футболе в составе «Крузейро».
6 августа 2025 года перешёл в российский клуб «Оренбург» из «Ботафого» (Рибейран-Прету).